# Opération Lady Marlène
Pour plus de détails, voir Fiche technique et Distribution.
Opération Lady Marlène est un film réalisé par Robert Lamoureux en 1974. Le film est sorti le 6 août 1975.

## Synopsis
Paris, 1941, sous l'Occupation. Clovis est une tête brûlée qui n'hésite pas à afficher son patriotisme, et à frapper en pleine rue les collaborateurs. Voulant se réfugier chez son ancien commandant, il croise la route de Paulo, escroc du marché noir qui vole les appartements pendant les alertes, quand leurs occupants se trouvent dans les abris. Le commandant est un résistant aux ordres d'un général farfelu qui entreprend de s'enfuir en Angleterre par montgolfière. Ce dernier va confier à ses hommes la mission de voler les plans du débarquement prévu par les Allemands en Angleterre, débarquement connu sous le nom d'Opération Lady Marlène. Mais Clovis s'occupant de cette mission, les choses ne se passent pas comme prévu...

## Fiche technique
- Titre : Opération Lady Marlène
- Réalisation : Robert Lamoureux
- Scénario : Robert Lamoureux
- Musique : Henri Bourtayre
- Photographie : Marcel Grignon
- Montage : Gérard Pollicand
- Société de production : Promocinéma et TIT Filmproduktion
- Société de distribution : AMLF (France)
- Pays de production :  France et  Allemagne de l'Ouest
- Genre : comédie, guerre
- Durée : 84 minutes
- Date de sortie : 
  - France : 6 août 1975

## Distribution
- Michel Serrault : Paulo
- Bernard Ménez : Clovis
- Robert Lamoureux : le général
- Pierre Tornade : le commandant Moulinot
- Sybil Danning (VF : Marion Game): Georgette
- Paul Mercey : le fermier
- Eddi Arent : Simson
- Eva Astor : Anita
- André Badin : le second de l'implacable
- Jacques Balutin : le capitaine Dubois
- Alain Doutey : le radio anglais
- Jacques Bézard : un officier allemand
- Guy Grosso : le brigadier
- Jacques Marin : le bistrot
- Corinne Lahaye : la femme du bistrot
- Mary Marquet : la centenaire
- Michel Modo : Samsonnet
- Jan Niklas : Kramer
- Albert Augier : le commissaire
- Chantal Nobel : Mme de Parcy
- Patrick Préjean : Louis
- Maurice Risch : le soldat du métro
- Marcel Gassouk : un homme dans le métro
- Jackie Sardou : la concierge de Kramer
- Albert Michel : le concierge
- Robert Rollis : Dutaillis
- Yves Barsacq : Dubuisson
- Jean-Pierre Zola : Kurt
- Bernard Musson : le chef du train de métro
- Jacques David : le contremaître du gaz